# Tyromyces sublacteus
Tyromyces sublacteus är en svampart som beskrevs av M.P. Christ. 1960. Tyromyces sublacteus ingår i släktet Tyromyces och familjen Polyporaceae.   Inga underarter finns listade i Catalogue of Life.